# Driftentreprenad
Driftentreprenad som innebär att företag väljer att låta ett annat företag hantera del av dess verksamhet. Det är vanligt bland företag inom till exempel telekommunikation och datakommunikation som lägger ut sin drift och underhåll av sina nätverk för telefoni och IT på entreprenad, dvs låta en underentreprenör hantera och driva nätverken. Ofta är det fråga om ett entreprenadbolag med flera liknande kunder, som därmed får stordriftsfördelar som till exempel lägre driftkostnad per enhet.

## Benämning
Den internationella fackterm inom samt även inom anglosfären kallas det för managed services.